# Moritz Baumstieger
Moritz Baumstieger (geboren 1982 in München) ist ein deutscher Journalist.

## Leben
Moritz Baumstieger studierte Politikwissenschaften und Islamwissenschaften in München und Köln. Er absolvierte in München eine Ausbildung zum Redakteur an der Deutschen Journalistenschule und hielt sich längere Zeit in Ägypten und Israel auf. 2016 wurde er Redakteur der Süddeutschen Zeitung im Ressort Außenpolitik. Im Jahr 2021 wechselte er als stellvertretender Ressortleiter ins Feuilleton.

## Schriften (Auswahl)
- Sülze hilft gegen alles außer Heimweh: wie mir mein Metzger die Welt erklärte. Reinbek bei Hamburg 2012, Rowohlt, ISBN 978-3-4996-2955-6.